# Vusi Mahlasela
 (juin 2009).
Si vous disposez d'ouvrages ou d'articles de référence ou si vous connaissez des sites web de qualité traitant du thème abordé ici, merci de compléter l'article en donnant les références utiles à sa vérifiabilité et en les liant à la section « Notes et références ».
Vusi Sidney Mahlasela Ka Zwane (né en 1965 à Pretoria) est un chanteur, auteur-compositeur-interprète et guitariste sotho sud-africain impliqué dans la lutte contre l'apartheid.

## Style
Sa musique est populaire et décrite comme du « folk africain ». Il est surnommé « The Voice » de l'Afrique du Sud. Son travail, à l'époque, inspire beaucoup les partisans du mouvement anti-apartheid. Ses thèmes sont la lutte pour la liberté, le pardon et la réconciliation avec les ennemis.
En 1994, Vusi participe à un concert pour Nelson Mandela et joue pour le 90e anniversaire de celui-ci en 2008. Vusi participe également au concert coup d'envoi de la Coupe du monde de la FIFA à Orlando Stadium de Soweto, en Afrique du Sud. En 2012, SAMA Awards lui décerne un prix d'honneur.

## Albums studio
| Titre                                             | Date de sortie |
| When You Come Back                                | 1992           |
| Wisdom of Forgiveness                             | 1994           |
| Silang Mabele                                     | 1997           |
| Miyela Afrika                                     | 2000           |
| Jungle of Questions (with the Proud Peoples Band) | 2000           |
| Naledi Ya Tsela (Guiding Star)                    | 2007           |
| Say Africa                                        | 2011           |